# Saint-Chaffrey
 Saint-Chaffrey  es una comuna y población de Francia, en la región de Provenza-Alpes-Costa Azul, departamento de Altos Alpes, en el distrito de Briançon y cantón de Le Monêtier-les-Bains. Es la mayor población del cantón. Está integrada en la Communauté de communes du Briançonnais .

## Demografía
| 844 | 831 | 947 | 1287 | 1424 | 1569 |
| Para los censos de 1962 a 1999 la población legal corresponde a la población sin duplicidades (Fuente: INSEE [Consultar]) |     |     |      |      |      |

Forma parte de la aglomeración urbana de Briançon.